# لوسيل كليفتون
لوسيل كليفتون (بالإنجليزية: Lucille Clifton)‏ هي كاتبة للأطفال ومؤلفة وكاتِبة وشاعرة أمريكية، ولدت في 27 يونيو 1936 في ديبيو في الولايات المتحدة، وتوفيت في 13 فبراير 2010 في بالتيمور في الولايات المتحدة.

## وصلات خارجية
- لوسيل كليفتون على موقع الموسوعة البريطانية (الإنجليزية)
- لوسيل كليفتون على موقع ميوزك برينز (الإنجليزية)
- لوسيل كليفتون على موقع إن إن دي بي (الإنجليزية)
- لوسيل كليفتون على موقع ديسكوغز (الإنجليزية)